# Moog Indigo
Moog Indigo es el décimo álbum del compositor francés y pionero de la música electrónica Jean-Jacques Perrey. Fue grabado en 1970 y es el primer álbum de la década de los 70 creado por Perrey, perteneciente a la compañía discográfica Vanguard Records.

## Antecedentes
A inicios de los años 70 Jean-Jacques Perrey tras grabar el álbum The Happy Moog en colaboración con el compositor estadounidense Harry Breuer, dejó Estados Unidos, regresó a Francia y comenzó a componer temas para el álbum Moog Indigo, publicado en ese mismo año.

## Carátula
La carátula muestra a 5 mujeres en un fondo azul con telas de color blanco y amarillo encima de su cabeza. Arriba de ellas está el título del álbum, y abajo del título se encuentra un texto que dice "Created by Jean-Jacques Perrey".

## Lista de canciones
| Número | Título                     | Artistas                                       | Duración |
| ------ | -------------------------- | ---------------------------------------------- | -------- |
| 1      | Soul City                  | Pat Prilly y Andy Badale                       | 2:05     |
| 2      | E.V.A.                     | Pat Prilly, Marie Perreault y Andy Badale      | 3:11     |
| 3      | The Rose and the Cross     | Gilbert Sigrist                                | 2:39     |
| 4      | Cat in the Night           | Pat Prilly, Dene Mann y Andy Badale            | 3:34     |
| 5      | Flight of the Bumblebee    | Jean-Jacques Perrey, Harry Breuer y Gary Carol | 2:11     |
| 6      | Moog Indigo                | Jean-Jacques Perrey y Andy Badale              | 2:57     |
| 7      | Gossipo Perpetuo           | Jean-Jacques Perrey, Harry Breuer y Gary Carol | 2:09     |
| 8      | Country Rock Polka         | Pat Prilly, Fernand Bouillon y Harry Breuer    | 2:31     |
| 9      | The Elephant Never Forgets | Jean-Jacques Perrey, Harry Breuer y Gary Carol | 2:29     |
| 10     | 18th Century Puppet        | Pat Prilly y Harry Breuer                      | 2:41     |
| 11     | Hello Dolly                | Jerry Herman                                   | 2:00     |
| 12     | Passport to the Future     | Jean-Jacques Perrey y Andy Badale              | 2:43     |

## Uso de sus canciones
La canción «E.V.A.» fue usada para un video musical de MTV en los años 90s y también para las canciones «Just to get to rep» de Gang Starr de 1990 y «Fed Up (Remix)» del grupo House of Pain de 1996. La canción «Gossipo perpetuo» fue usada para un capítulo llamado "El reventón de globos" del programa El Chavo del 8 de 1973. La canción «Country rock polka» fue usada para un entremés de "Los caquitos" del capítulo Don Ramon Carpintero de 1972. La canción «The elephant never forgets» fue usada para la apertura de la serie mexicana El Chavo del 8 y también fue usada como homenaje a El Chavo del 8 en un episodio de la temporada 1 de 31 Minutos llamado "La gotera". La canción «18th century puppet» fue usada para el entremés "El mosco es algo tosco" del programa Chespirito de 1972 y también para el entremés "Enfermos por conveniencia" del Doctor Chapatin del capítulo de 1973 llamado "Los vagos del barrio" del programa El Chapulin Colorado. La canción «Hello Dolly» fue usada para un entremés del Doctor Chapatin llamado "Un encuentro en el parque".

## Inspiración
Entre los doce temas del álbum solo tres de ellos son inspirados en melodías conocidas de la música clásica. El primero es "Flight of the Bumblebee", que está basado en una melodía llamada "El vuelo del abejorro" del compositor ruso Rimsky Korsakov y es la canción que menos diferencias tiene respecto a la versión original tanto en el nombre de la canción como en la misma canción. El segundo es "The Elephant Never Forgets", que es una versión de la "Marcha Turca" perteneciente al compositor alemán Ludwig van Beethoven. Y el tercero es "18th Century Puppet", basado en una melodía llamada "Romance Andante" del compositor Wolfgang Amadeus Mozart. Esta canción usa las secciones (A) y (B) del tema Romance Andante: la sección (A) se usa al inicio de la canción, mientras que la sección (B) es usada en el minuto 1:15 hasta el minuto 1:32. El sencillo 11 llamado "Hello Dolly" es una versión de la canción "Hello Dolly" de 1964.

## Remasterizaciones y versiones
Los temas «Cat in the Night» y «Gossipo Perpetuo» fueron recreados para el álbum ELA en colaboración con David Chazam. El primero fue renombrado con el nombre «Cats in the Night», mientras que el segundo conservó el mismo nombre.
El grupo de rap Gang Starr hizo una canción llamada «Just to Get a Rep» de 1990 para el álbum Step in the Arena, que ocupó como tema de fondo la canción «E.V.A.». En tanto, House of Pain hizo lo mismo, usando de tema de fondo una versión de «E.V.A.» para su canción «Fed up (Remix)» del álbum Truth Crushed to Earth Shall Rise Again de 1996.
El músico Fatboy Slim hizo tres versiones de la canción «E.V.A.» en 1997 para un sencillo titulado «E.V.A.», que fue distribuido en países como Italia y Reino Unido. En la mayoría de las versiones del sencillo se quita la versión original de la canción y se dejan solamente las tres versiones que hizo Fatboy Slim.

## Polémicas

### Demanda a Chespirito
Chespirito fue demandado en 2009 por Jean-Jacques Perrey por usar muchas de sus obras sin permiso, entre ellas están The Elephant Never Forgets, Country Rock Polka, 18th Century Puppet, Gossipo Perpetuo, Hello Dolly y Baroque Hoedown. También fueron demandados Televisa, Univisión y Galavisión por difundir los programas que usaban sus temas sin permiso. En el año 2010 tuvieron que compensar a los autores por la evasión de pagos por usar sus canciones sin el permiso autorizado.

### Intro de Futurama
En un principio la intro de Futurama iba a ser el tema E.V.A., pero al no obtener la licencia Christopher Tyng tuvo que componer otro tema, muy inspirado en el primero, y basado en una canción de nombre Psyche Rock del músico Pierre Henry.